# 阿拉街道
阿拉街道，是中华人民共和国云南省昆明市官渡区下辖的一个街道。

## 历史
2008年5月起，阿拉彝族乡由昆明经济技术开发区托管。2010年1月，阿拉彝族乡撤乡设街道。

## 行政区划
阿拉街道下辖以下地区：
普照社区、石坝社区、阿拉社区、高坡社区、海子社区、清水社区、八公里社区和长春社区。